# Mike Gartner
Michael Alfred Gartner (ur. 29 października 1959 w Ottawie) – kanadyjski zawodowy hokeista na lodzie grający na pozycji prawoskrzydłowego. W NHL grał przez 19 sezonów występując w zespołach Washington Capitals, Minnesota North Stars, New York Rangers, Toronto Maple Leafs i Phoenix Coyotes. Jeden sezon rozegrał w nieistniejącej World Hockey Association w barwach Cincinnati Stingers. Gartner urodził się w Ottawie a dorastał w Mississauga.

## Kariera
Gartner został wybrany z numerem czwartym w 1 rundzie NHL Entry Draft 1979 przez Washington Capitals. Karierę zawodową rozpoczął sezon wcześniej, w 1978 roku. Jako nastolatek grał w WHA (World Hockey Association) w zespole Cincinnati Stingers. Grał w linii ofensywnej razem z Markiem Messierem, a kampanię zakończył zajmując drugie miejsce za Wayne’em Gretzkym w klasyfikacji debiutanta roku (Rookie of the Year). W rezultacie rozwiązania WHA po zakończeniu sezonu, Gartner przeniósł się do NHL do zespołu Washington Capitals, w którym, jak się później okaże, spędzi 10 kolejnych sezonów. W swoim debiucie w NHL 11 października 1979 zanotował asystę w meczu przeciwko Buffalo Sabres. W Caps grał z numerem 11.
Sezon 1979–80 dla Gartnera był udany. Zdobył nagrodę dla debiutanta roku i nagrodę MVP, a także został wybrany przez kibiców na najbardziej obiecującego gracza Capitals. W pierwszym sezonie w NHL, z 36 bramkami na koncie, został najskuteczniejszym zawodnikiem swojej drużyny. W kolejnych sezonach w barwach Capitals, z wyjątkiem ostatniego, zdobywał więcej niż 35 bramek. 7 marca 1989 Gartner oraz inny zawodnik Capitals Larry Murphy przenieśli się do Minnesota North Stars na zasadzie wymiany za Dino Ciccarellego i Boba Rouse'a. Z Waszyngtonu odchodził jako najlepszy strzelec, asystent i punktujący w historii drużyny.
Gartner w Minnesocie rozegrał tylko 1 sezon, zanim został oddany do New York Rangers 6 marca 1990 roku, za Ulfa Dahléna i prawo wyboru w drafcie. Już w debiucie z Rangers przeciwko Philadelphia Flyers strzelił dwie bramki. W pozostałych 12 meczach sezonu zasadniczego zdobył 11 bramek i 16 punktów. W sezonie 1991–92 stał się pierwszym zawodnikiem w historii NHL, który zdobył swoją pięćsetną bramkę, pięćsetną asystę i tysięczny punkt w jednym sezonie. W następnym sezonie Gartner stał się pierwszym Rangerem strzelającym nie mniej niż 40 goli w trzech kolejnych sezonach. Zdobył też 4 gole w meczu gwiazd NHL i nagrodę MVP tego spotkania.
W 1993 Rangers oddali Gartnera Toronto Maple Leafs w zamian za Glenna Andersona, jednego młodzieżowego zawodnika i prawo wyboru w drafcie. W Leafs grał do 1996, kiedy to został sprzedany do drużyny Phoenix Coyotes, która dopiero co przeniosła się z Winnipeg (zespół występował wcześniej pod nazwą Winnipeg Jets). 7 października 1993 w drugim meczu sezonu z Boston Bruins Gartner strzelił pierwszą bramkę oraz hat-tricka w historii zespołu z Arizony. Z kojotami rozegrał 2 sezony, by w sierpniu 1998 roku odejść na sportową emeryturę.
Gartner brał również aktywny udział w Stowarzyszeniu graczy NHL (NHLPA), będąc prezesem związku od 1996  do swojej rezygnacji w 1998. W NHLPA pełnił też funkcję przewodniczącego fundacji Goals & Dreams. Zrezygnował 19 marca 2007 roku.
Gartner jest nawróconym chrześcijaninem. Nawrócony został przez jego kolegę z drużyny z czasów gry w Waszyngtonie, Jeana Pronvosta. Jego syn Josh był bramkarzem na Uniwersytecie Yale i prawoskrzydłowym w drużynie Tuck School of Business (studia podyplomowe w Kolegium Dartmoutha) występującej w Upper Valley Hockey League.
Gartner i jego były kolega z drużyny, Wes Jarvis, są właścicielami trzech lodowisk w prowincji Ontario znajdujących się w Newmarket, Richmond Hill i Barrie.

## Wyróżnienia
File:0812AK03-Gartner.jpg
Pomimo długiej i imponującej kariery, Gartner nigdy nie zdobył Pucharu Stanleya ani nie zagrał w finale rozgrywek, nie wygrał nagrody NHL ani nie został wybrany do drużyny All-Star całego sezonu. To sprawia, że jest jednym z zaledwie kilku tego typu zawodników NHL wprowadzonych do Hockey Hall of Fame. Dino Ciccarelliemu również nie udało się zdobyć nagród indywidualnych ani Pucharu Stanleya, natomiast w przeciwieństwie do Gartnera był dwukrotnie w finale NHL. Tylko Phil Housley rozegrał więcej meczów (1495) niż Gartner jednocześnie nie zdobywając Pucharu, chociaż Housley uczestniczył w finale w 1998 oraz został wybrany do drugiej drużyny All-Star.
Gartner był członkiem drużyny New York Rangers, która zdobyła mistrzostwo w 1994 roku, ale w trakcie sezonu przeniósł się do Toronto. Mimo że w tych rozgrywkach Gartner dotarł najdalej w swojej karierze w fazie play-off, gdy Maple Leafs zagrali w finale konferencji Zachodniej, to drużyna z Toronto przegrała z Vancouver Canucks w 5 meczach i tym samym nie wystąpiła w finałowym meczu o Puchar Stanleya.
Gartner w trakcie swojej kariery 9-krotnie zostawał najlepszym strzelcem w swojej drużynie, zdobywając 30 lub więcej bramek przez pierwsze 15 sezonów w NHL. Pomimo że tylko raz strzelił 50 goli w jednym sezonie, został dopiero piątym zawodnikiem w historii NHL ze strzelonymi 700 bramkami (później Brett Hull i Jaromír Jágr również osiągnęli kamień milowy w postaci 700 trafień). Obecnie Gartner jest 7 zawodnikiem NHL pod względem liczby strzelonych bramek (708).
Gartner był również znany ze swojej szybkości i umiejętności „posadzenia” obrońców na lodzie.
28 grudnia 2008 roku w ceremonii przed meczem z Toronto Maple Leafs klub Washington Capitals zastrzegł numer 11, z którym na koszulce występował Gartner.
W trakcie zawodów NHL All-Star Game SuperSkills w 1996 roku Gartner ustanowił rekord w konkurencji najszybszego łyżwiarza (Fastest Skater) z czasem 13,386 sekundy. Wynik utrzymywał się na szczycie przez rekordowe 16 lat, do czasu gdy Carl Hagelin z New York Rangers ustanowił najlepszy wynik z czasem 13,218 sekundy (w 2016 roku czas poprawił Dylan Larkin z Detroit Red Wings).

## Nagrody i osiągnięcia
- Zastrzeżony numer 11 przez Washington Capitals 28 grudnia 2008 roku[17].
- Jeden z 7 graczy w historii NHL z 700 bramkami na koncie[15].
- Wprowadzony do Hockey Hall of Fame w 2001 roku[20].
- Gracz tygodnia NHL w tygodniu kończącym się 22 lutego 1987 roku[21].
- Gracz miesiąca NHL w lutym 1987 r., stając się pierwszym zawodnikiem Capitals z tym wyróżnieniem[22].
- Gracz tygodnia NHL w tygodniu kończącym się 26 listopada 1989 roku.
- MVP meczu gwiazd NHL w 1993 roku[7].
- NHL's Fastest Skater w trakcie zawodów All-Star Game Skills w 1991, 1993 i 1996 roku[18].
- Udział w meczu gwiazd NHL w 1981, 1985, 1986, 1988, 1990, 1993 i 1996 roku.
- Jeden z trzech ostatnich graczy WHA, którzy byli wciąż aktywni w zawodowym hokeju (Mark Messier i Wayne Gretzky to pozostali dwaj) w momencie przejścia na emeryturę.
- W 1998 roku uplasowany na 89 miejscu na liście 100 najlepszych hokeistów magazynu The Hockey News[23].
- 67 miejsce na liście najlepszych zawodników New York Rangers w książce 100 Ranger Greats (John Wiley & sons, 2009).
- Wprowadzony do World Hockey Association Hall of Fame w kategorii Legends of the Game w 2012 roku[24].

## Rekordy
- Rekord NHL pod względem liczby kolejnych sezonów z 30 lub więcej golami  - 15 (wraz z Jaromírem Jágrem)[14]
- Rekord NHL w liczbie sezonów ze strzelonymi 30 lub więcej golami - 17[14]
- Rekord NHL pod względem liczby bramek w All-Star Game (1993) - 4 (wspólnie z: Wayne’em Gretzkym, Danym Heatleyem, Mario Lemieux, Vincentem Damphousse’em, Johnem Tavaresem)[25]
- Rekord NHL – dwie najszybciej strzelone bramki w All-Star Game od rozpoczęcia meczu (1993) - 3:37[25]
- Rekord Washington Capitals serii meczów z punktem - 17 (dwukrotnie)
- Rekord Washington Capitals serii meczów z golem (1986–87) - 9
- Rekord Washington Capitals w liczbie zdobytych bramek w osłabieniu (1986–87) - 6
- Rekord Washington Capitals w liczbie punktów zdobytych przez prawoskrzydłowego w jednym sezonie (1984–85) - 102

## Statystyki

### Sezon zasadniczy i play-off
| 1975–76     | Toronto Young Nationals    | MTHL        | 26   | 18  | 18  | 36   | 46   | –   | –  | –  | –  | —   |
| 1975–76     | St. Catharines Black Hawks | OMJHL       | 3    | 1   | 3   | 4    | 0    | 4   | 1  | 0  | 1  | 2   |
| 1976–77     | Niagara Falls Flyers       | OMJHL       | 62   | 33  | 42  | 75   | 125  | –   | –  | –  | –  | —   |
| 1977–78     | Niagara Falls Flyers       | OMJHL       | 64   | 41  | 49  | 90   | 56   | –   | –  | –  | –  | —   |
| 1978–79     | Cincinnati Stingers        | WHA         | 78   | 27  | 25  | 52   | 123  | 3   | 0  | 2  | 2  | 2   |
| 1979–80     | Washington Capitals        | NHL         | 77   | 36  | 32  | 68   | 66   | –   | –  | –  | –  | —   |
| 1980–81     | Washington Capitals        | NHL         | 80   | 48  | 46  | 94   | 100  | –   | –  | –  | –  | —   |
| 1981–82     | Washington Capitals        | NHL         | 80   | 35  | 45  | 80   | 121  | –   | –  | –  | –  | —   |
| 1982–83     | Washington Capitals        | NHL         | 73   | 38  | 38  | 76   | 54   | 4   | 0  | 0  | 0  | 4   |
| 1983–84     | Washington Capitals        | NHL         | 80   | 40  | 45  | 85   | 90   | 8   | 3  | 7  | 10 | 16  |
| 1984–85     | Washington Capitals        | NHL         | 80   | 50  | 52  | 102  | 71   | 5   | 4  | 3  | 7  | 9   |
| 1985–86     | Washington Capitals        | NHL         | 74   | 35  | 40  | 75   | 63   | 9   | 2  | 10 | 12 | 4   |
| 1986–87     | Washington Capitals        | NHL         | 78   | 41  | 32  | 73   | 61   | 7   | 4  | 3  | 7  | 14  |
| 1987–88     | Washington Capitals        | NHL         | 80   | 48  | 33  | 81   | 73   | 14  | 3  | 4  | 7  | 14  |
| 1988–89     | Washington Capitals        | NHL         | 56   | 26  | 29  | 55   | 71   | –   | –  | –  | –  | —   |
| 1988–89     | Minnesota North Stars      | NHL         | 13   | 7   | 7   | 14   | 2    | 5   | 0  | 0  | 0  | 6   |
| 1989–90     | Minnesota North Stars      | NHL         | 67   | 34  | 36  | 70   | 32   | –   | –  | –  | –  | —   |
| 1989–90     | New York Rangers           | NHL         | 12   | 11  | 5   | 16   | 6    | 10  | 5  | 3  | 8  | 12  |
| 1990–91     | New York Rangers           | NHL         | 79   | 49  | 20  | 69   | 53   | 6   | 1  | 1  | 2  | 0   |
| 1991–92     | New York Rangers           | NHL         | 76   | 40  | 41  | 81   | 55   | 13  | 8  | 8  | 16 | 4   |
| 1992–93     | New York Rangers           | NHL         | 84   | 45  | 23  | 68   | 59   | –   | –  | –  | –  | —   |
| 1993–94     | New York Rangers           | NHL         | 71   | 28  | 24  | 52   | 58   | –   | –  | –  | –  | —   |
| 1993–94     | Toronto Maple Leafs        | NHL         | 10   | 6   | 6   | 12   | 4    | 18  | 5  | 6  | 11 | 14  |
| 1994–95     | Toronto Maple Leafs        | NHL         | 38   | 12  | 8   | 20   | 6    | 5   | 2  | 2  | 4  | 2   |
| 1995–96     | Toronto Maple Leafs        | NHL         | 82   | 35  | 19  | 54   | 52   | 6   | 4  | 1  | 5  | 4   |
| 1996–97     | Phoenix Coyotes            | NHL         | 82   | 32  | 31  | 63   | 38   | 7   | 1  | 2  | 3  | 4   |
| 1997–98     | Phoenix Coyotes            | NHL         | 60   | 12  | 15  | 27   | 24   | 5   | 1  | 0  | 1  | 18  |
| OMJHL razem | OMJHL razem                | OMJHL razem | 129  | 75  | 94  | 169  | 181  | 4   | 1  | 0  | 1  | 2   |
| NHL razem   | NHL razem                  | NHL razem   | 1432 | 708 | 627 | 1335 | 1159 | 122 | 43 | 50 | 93 | 125 |

### Międzynarodowe
| Rok              | Drużyna          | Turniej          |    | M  | G  | A  | Pkt | Kary |
| ---------------- | ---------------- | ---------------- | -- | -- | -- | -- | --- | ---- |
| 1978             | Kanada           | MŚJ              | 6  | 3  | 3  | 6  | 4   |      |
| 1981             | Kanada           | MŚ               | 8  | 4  | 0  | 4  | 8   |      |
| 1982             | Kanada           | MŚ               | 10 | 3  | 2  | 5  | 6   |      |
| 1983             | Kanada           | MŚ               | 10 | 4  | 1  | 5  | 12  |      |
| 1984             | Kanada           | CC               | 8  | 3  | 2  | 5  | 10  |      |
| 1987             | Kanada           | CC               | 9  | 2  | 2  | 4  | 6   |      |
| 1993             | Kanada           | MŚ               | 7  | 3  | 4  | 7  | 12  |      |
| Juniorskie razem | Juniorskie razem | Juniorskie razem | 6  | 3  | 3  | 6  | 4   |      |
| Seniorskie razem | Seniorskie razem | Seniorskie razem | 52 | 19 | 11 | 30 | 54  |      |